# Rolf Götrikssons saga
Rolf Götrikssons saga är en fornaldarsaga som utspelar sig i Västergötland i nuvarande Sverige och handlar om den väldige kämpen och forntidskungen Rolf Götriksson och dennes broder Kettil. Sagan berättar om många strider och resor i såväl Sverige som i Ryssland och på Irland. Rolf Götriksson lyckas så småningom vinna den vildsinta svealändska krigarprinsessan Thorborg till maka och ärver av hennes fader det svenska konungariket. Rolfs karaktär skildras i enlighet med de forntida nordbornas hjälteideal såsom stor stark och tystlåten. En svensk översättning gjordes av Olof Verelius 1664.